# St. Rochus (Bad Kohlgrub)

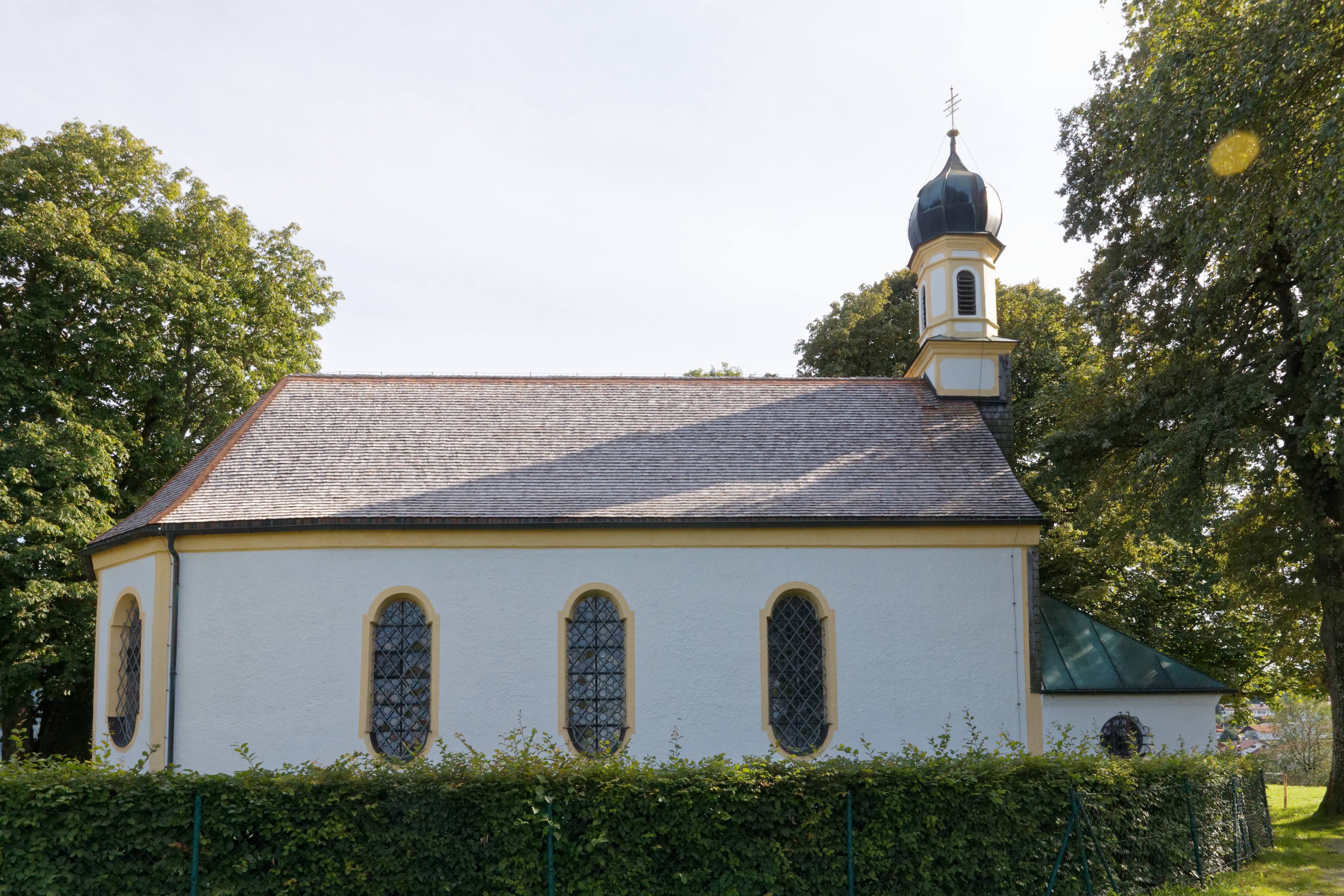
Filialkirche St. Rochus in Bad Kohlgrub

St. Rochus ist ein Kirchengebäude der römisch-katholischen Kirche in der oberbayerischen Gemeinde Bad Kohlgrub im Landkreis Garmisch-Partenkirchen. Die Kirche ist dem heiligen Rochus von Montpellier geweiht und dient als Filialkirche der Pfarrei St. Martin im Pfarrverband Bad Kohlgrub. Das Bauwerk ist als Baudenkmal in die Bayerische Denkmalliste eingetragen.

## Lage

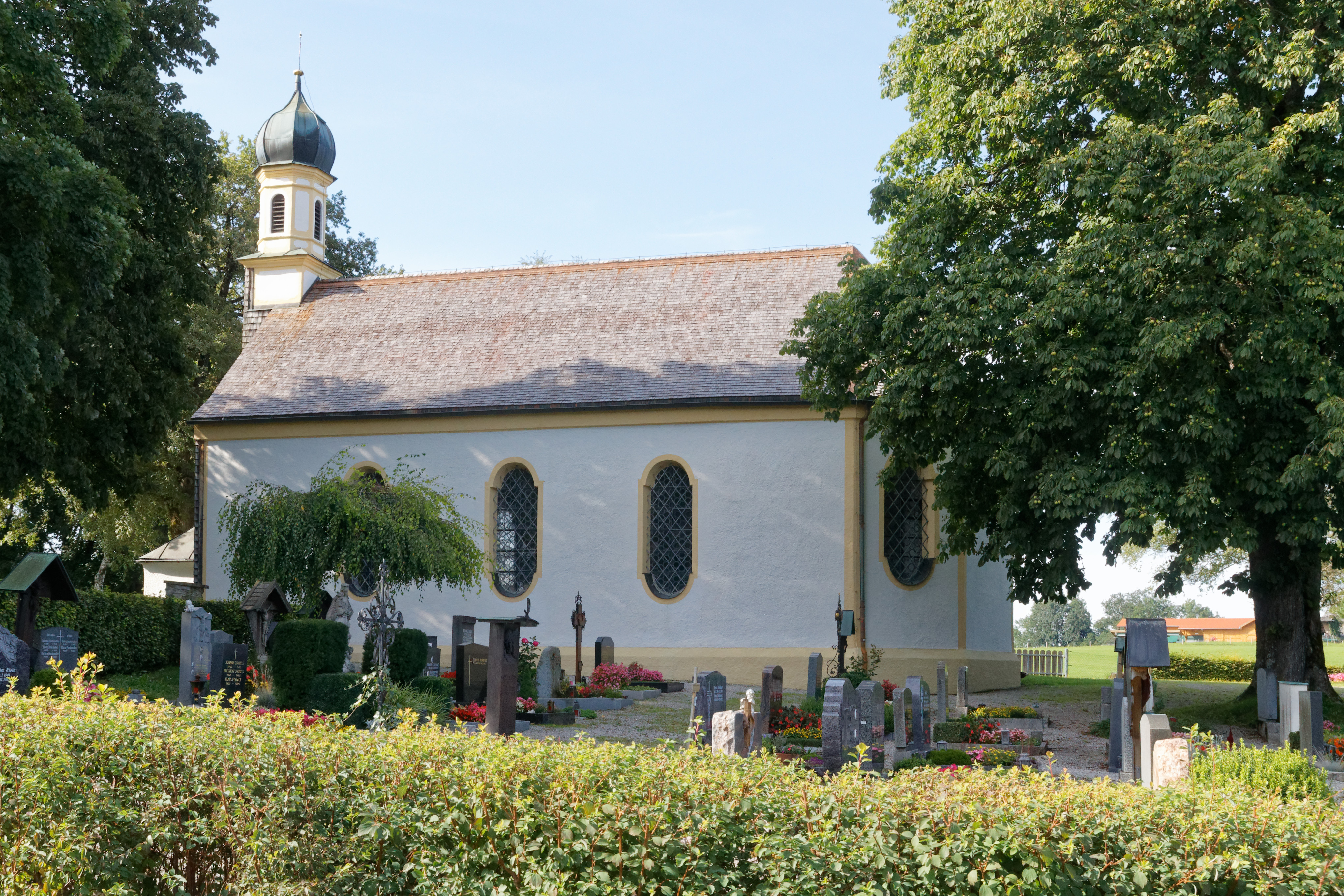
Ansicht vom Friedhof aus

Die Kirche liegt auf einer Anhöhe etwa 600 Meter nordwestlich des Ortszentrums von Bad Kohlgrub. Ihre Orientierung weicht von der idealen Ostung etwa 10° nach Norden ab. Südlich der Kirche liegt ein Friedhof.

## Geschichte
Die Einwohner Kohlgrubs waren während des Dreißigjährigen Kriegs besonders stark von der Pest getroffen worden. Daher legten sie im Jahre 1633 das Gelübde ab, zur Abwendung der Seuche eine Kapelle zu Ehren des Pestheiligen Rochus zu errichten. Im Jahre 1635 wurde mit dem Bau begonnen. Zwei Jahre später wurde dieser wohl geweiht. Das Kirchlein wurde mit der Zeit zu einem gesuchten Wallfahrtsort, sodass man sich zum hundertjährigen Jubiläum des Gelübdes 1733 zu einem Neubau entschloss. Nach der Säkularisation in ihrem Bestand bedroht, konnte die Kirche gerettet werden. 1895 wurde, nachdem der Pfarrfriedhof zu klein geworden war, anstelle des Pest- und Fremdenfriedhofs, ein zweiter Ortsfriedhof angelegt. Im Jahr 1965 wurde ein Vorzeichen und Sakristeianbau errichtet. Bis 1983 wurde die Kirche komplett renoviert.

## Architektur

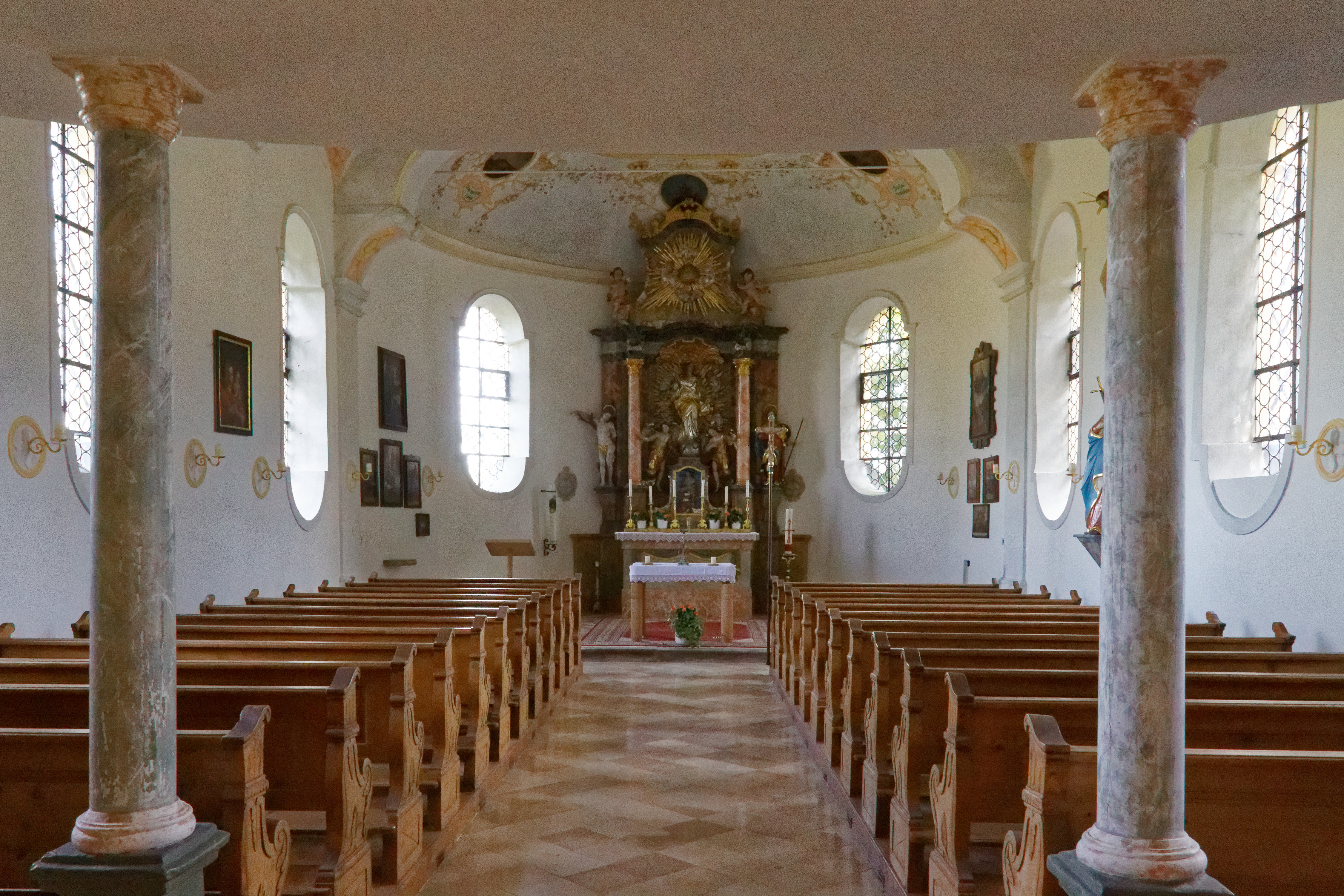
Innenansicht

Das Kirchengebäude ist etwa 15 meter lang und 9 Meter breit und trägt ein Satteldach. Im Osten endet der Bau in einem Dreiachtelschluss. Die drei Fensterachsen sind mit Krumperfenstern versehen, die .oben und unten rundbogig sind, wobei die Bögen leicht eingezogen sind. Die Westseite ist komplett verschindelt. An ihr tritt ein viereckiger Turm halb hervor, der von dem Vorzeichen und der Sakristei flankiert ist. Auf der Höhe des Dachfirsts geht er in ein von einem Zwiebelhelm bekröntes Oktogon über.
Im Inneren ist die Kirche ein einfacher Saalbau zu drei Jochen. Der Chor ist so breit wie das Langhaus und durch einen von Voluten getragenen Chorbogen von diesem getrennt. Sein Abschluss ist abgerundet und von einer eine Flachkuppel überfangen, während das Langhaus von einer Stichkappendecke überwölbt ist.

## Stuck und Fresken
Im Inneren begleiten Stukkaturen, die Joseph Schmutzer zuzuschreiben sind, die drei großen Freskenfelder des Schiffs und das ovale Fresko des Chors. In den Stichkappen finden sich ovale Bildfelder mit Emblemen. Zartes Bandelwerk und florale Ornamente sind ockerfarben gefasst und umrahmen rosa bzw. türkis gehaltene Felder.
Die Fresken stammen wahrscheinlich von dem Murnauer Maler Augustin Bernhard(t). Sie illustrieren das Leben des Kirchenpatrons Rochus. Jedes Fresko ist flankiert von mit lateinischen Texten versehenen Embleme. Sie erläutern das Hauptfresko, das eine deutsche Beschreibung trägt.
Westliches Bild: Der hl. Rochus vergibt Almosen („Der Armen Trost“) 
- Emblem links: Springender geweihloser Hirsch. PROJECTIS AGILIOR (Leichter springt er, da er die Last ablegt)
- Emblem rechts: Sich häutende Schlange. IUVAT ABICISSE CADUCUM (Sie freut sich das Vergängliche abgeworfen zu haben)

Der Heilige streift irdische Güter ab und kann so leichter Christus nachfolgen.
 Mittleres Bild: Der hl. Rochus pflegt Kranke („Krancken Hilf“) 
- Emblem links: Pelikan, der seine Jungen vom eigenen Blut nährt. IMMEMOR IPSE SUI (Er denkt nicht an sich selbst)
- Emblem rechts: Aus Bienenstock ausschwärmender Bienenschwarm, den die Sonne aus seiner winterlichen Erstarrung rettet. SOSPITAT INTUITU (Sie errettet durch ihren Schein)

Selbstlos wie Christus zehrt sich der Heilige auf, um Notleidenden zu helfen.
 Bild vor dem Chorbogen: Tod des hl. Rochus im Kerker („Ein Allgemeine Zuflucht“) 
- Emblem links: Vogel, der seinen Jungen Futter vom Baum herabwirft. ET MEMOR AB ALTO (er ist eingedenk von oben)
- Emblem rechts: Phoenix, der der Sonne entgegenfliegt. SINE PONDERE SURSUM (ohne Last aufwärts).

Der Heilige steigt ohne Sündenlast in den Himmel und leistet dort Fürbitte für die Gläubigen.
 Bild im Chor: Verehrung des Leichnams des hl. Rochus („Ein großer Heiliger“) 
- Emblem links: Untergehende Sonne. DUM MORIOR ORIOR (Indem ich sterbe, gehe ich auf)
- Emblem mittig: Weihrauchfass. SUAVIS UBIQUE (Überall ist er süß) Die Inschrift ist vom Altar verdeckt.
- Emblem rechts: Stern über nächtlicher Landschaft. STELLA MATUTINA (Morgenstern):

Der Heilige beginnt im Tode den Gläubigen überall wirksam zu werden

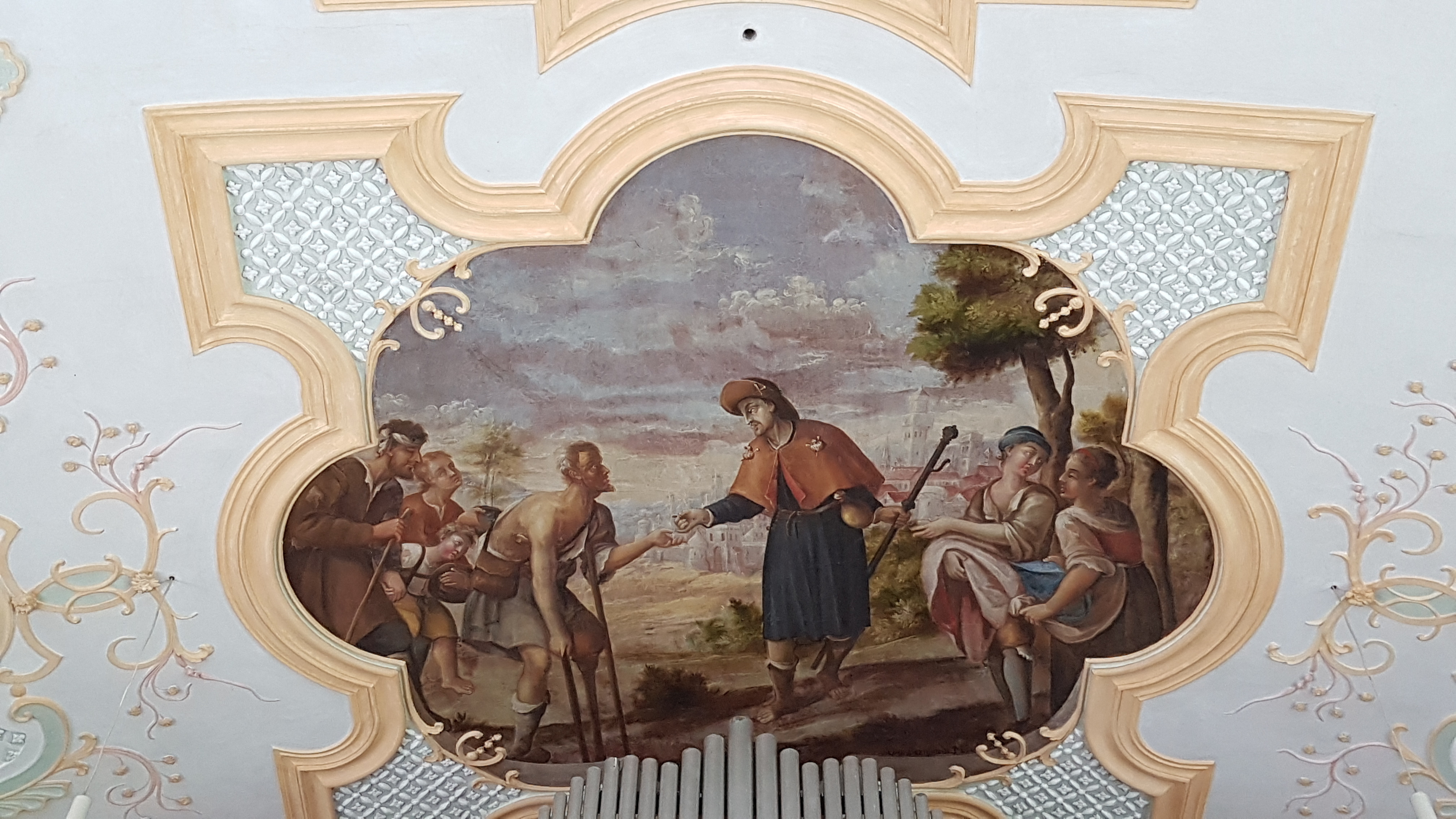
Der hl. Rochus verteilt Almosen
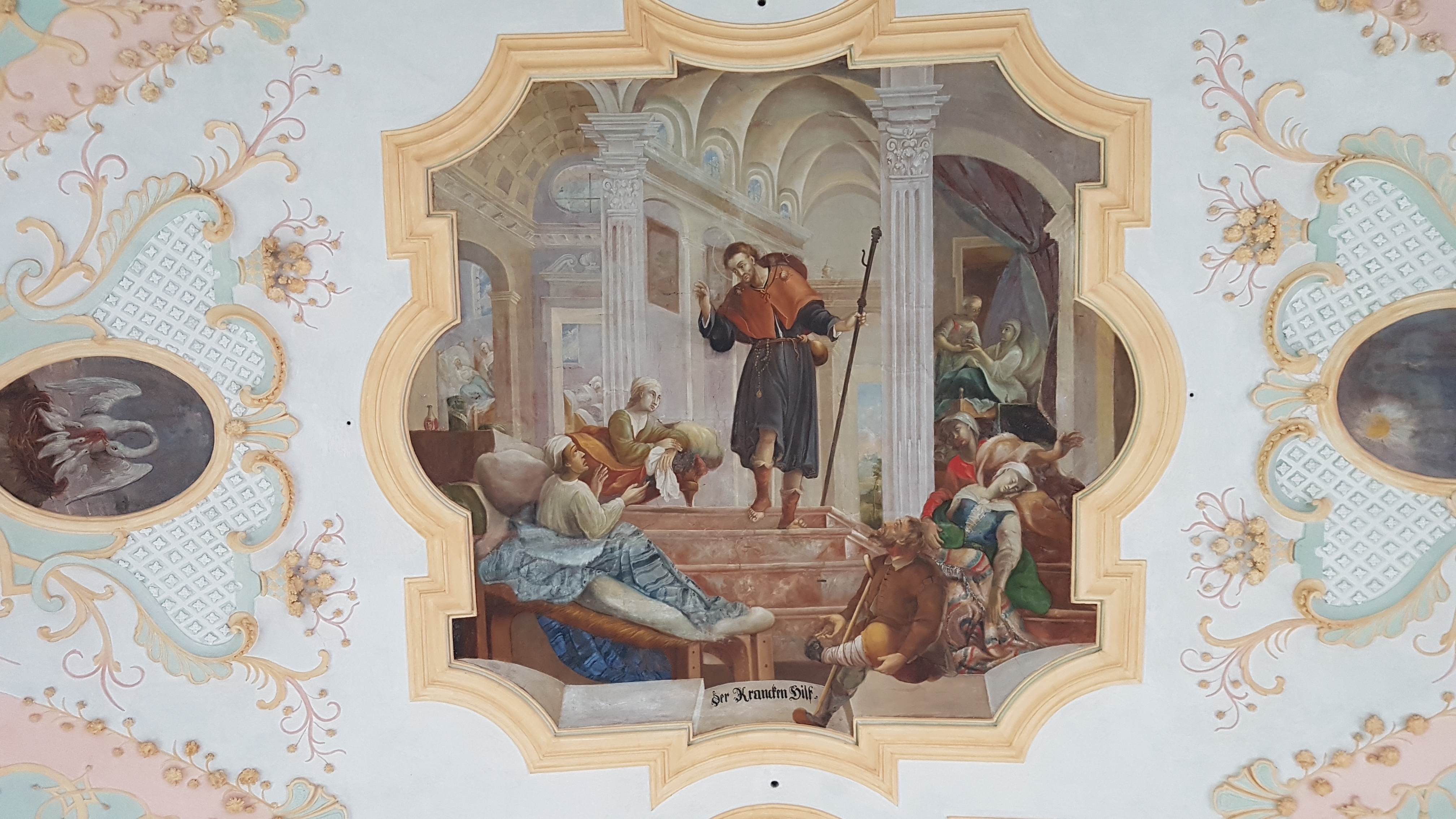
Der hl. Rochus pflegt Kranke
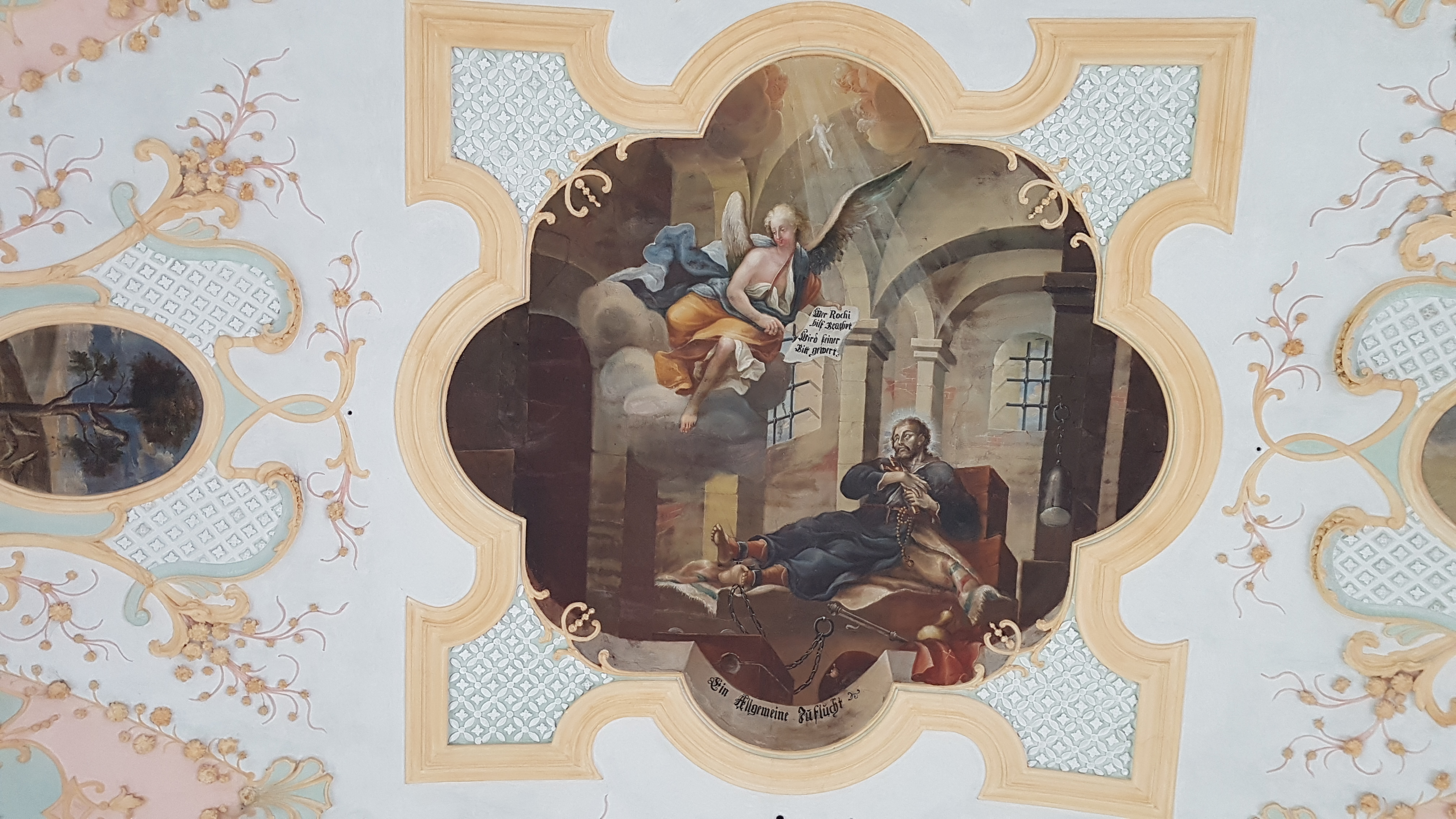
Tod des hl. Rochus
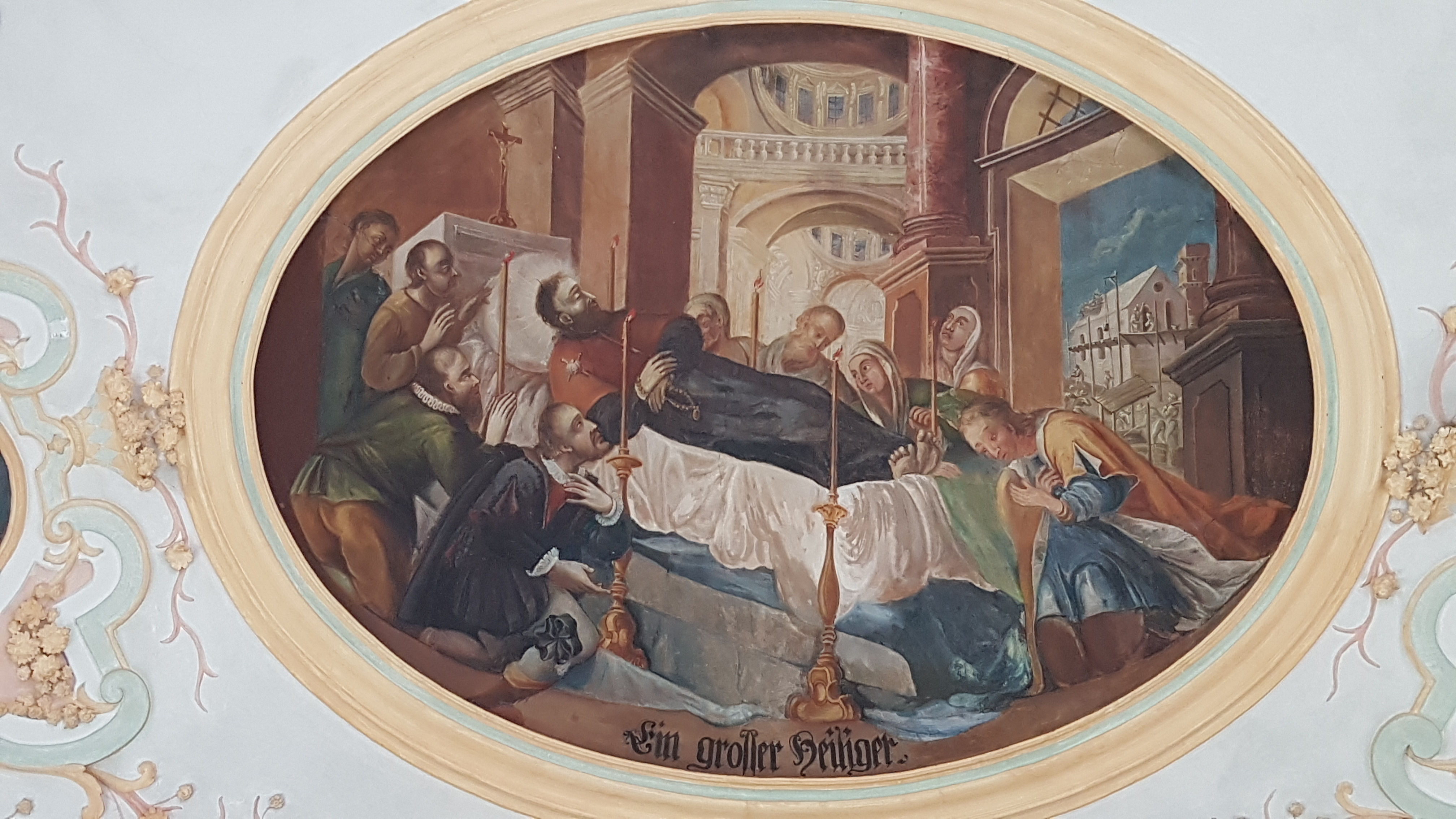
Verehrung des Leichnams

## Ausstattung

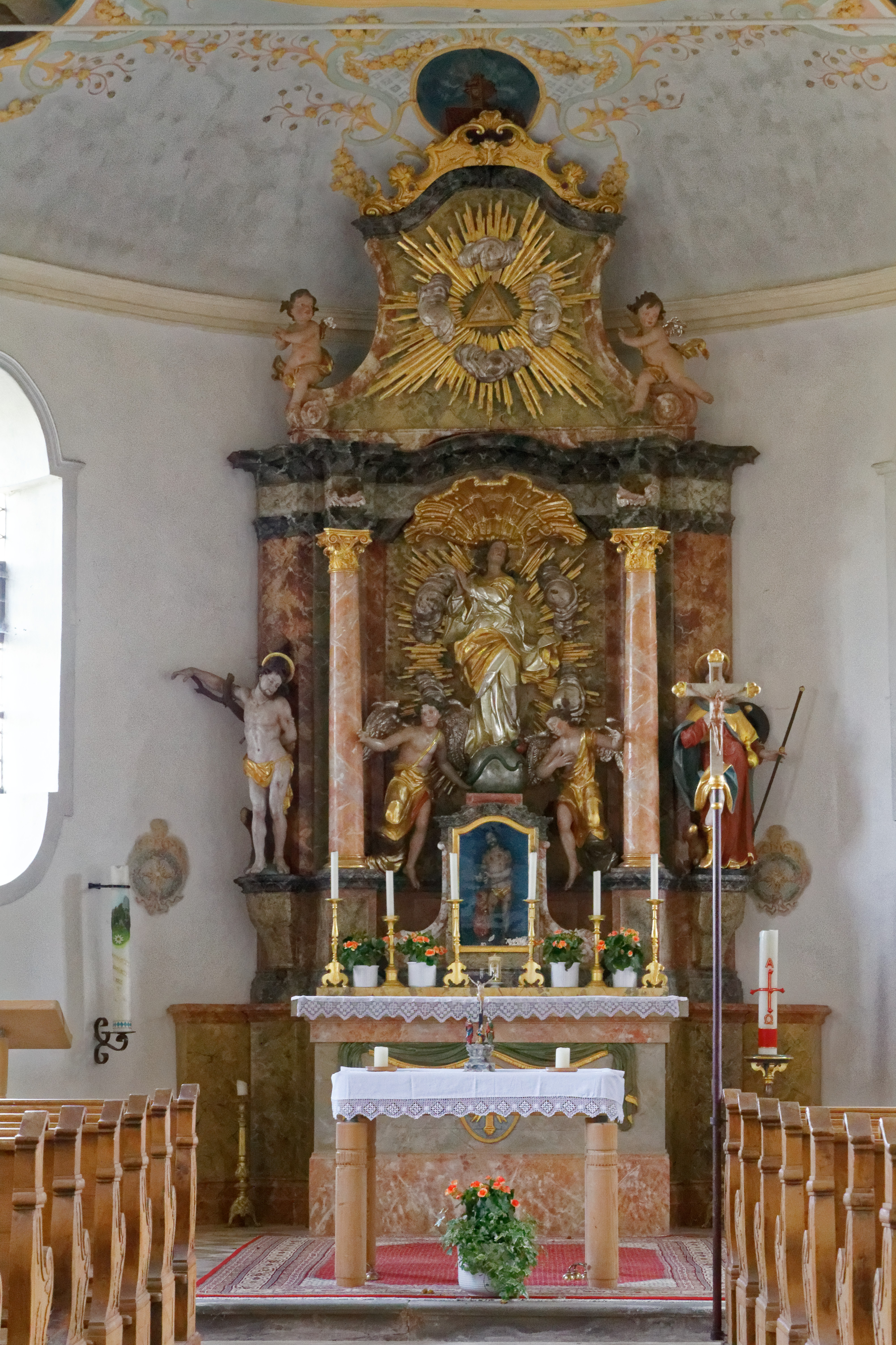
Hochaltar von Franz Xaver Schmädl

Der Hochaltar ist ein prächtiger zweisäuliger Aufbau der Bauzeit und ist der Werkstatt des Franz Xaver Schmädl zuzuschreiben. In der Mitte eine Plastik der Immaculata in der Glorie. Die Assistenzfiguren stellen die Pestheiligen Sebastian und Rochus dar. Die  Predella nimmt eine Figur des gegeißelten Heilands in einfachem Schrein ein. Auf der Emporenbrüstung eine gemalte Ansicht des neuerbauten Kirchleins inmitten der bäuerlichen Stifter in ihren Trachten. Seitlich befinden sich Bilder der Attribute des hl. Rochus mit zwei Inschriften, die auf die Umstände des Gelübdes hinweisen. Die Kirche weist noch einen Restbestand an Votivtafeln auf, die ihren Platz im Chorraum gefunden haben. Die meisten wurden jedoch im Laufe des 20. Jahrhunderts gestohlen. Im Schiff sind Heiligenbilder des 18. und ein Kreuz mit Schmerzensmutter des 19. Jahrhunderts zu sehen.

## Glocken
Die Kirche besitzt zwei 1947 gegossene Glocken der Gießerei Hamm in Regensburg.
| Nr. | Name                        | Schlagton | Gewicht |
| --- | --------------------------- | --------- | ------- |
| 1   | St. Rochus und Sebastian    | gis       | 60 kg   |
| 2   | St. Euphrasia und Mechthild | h         | 40 kg   |